# 圣尼古拉教堂 (曼哈顿)

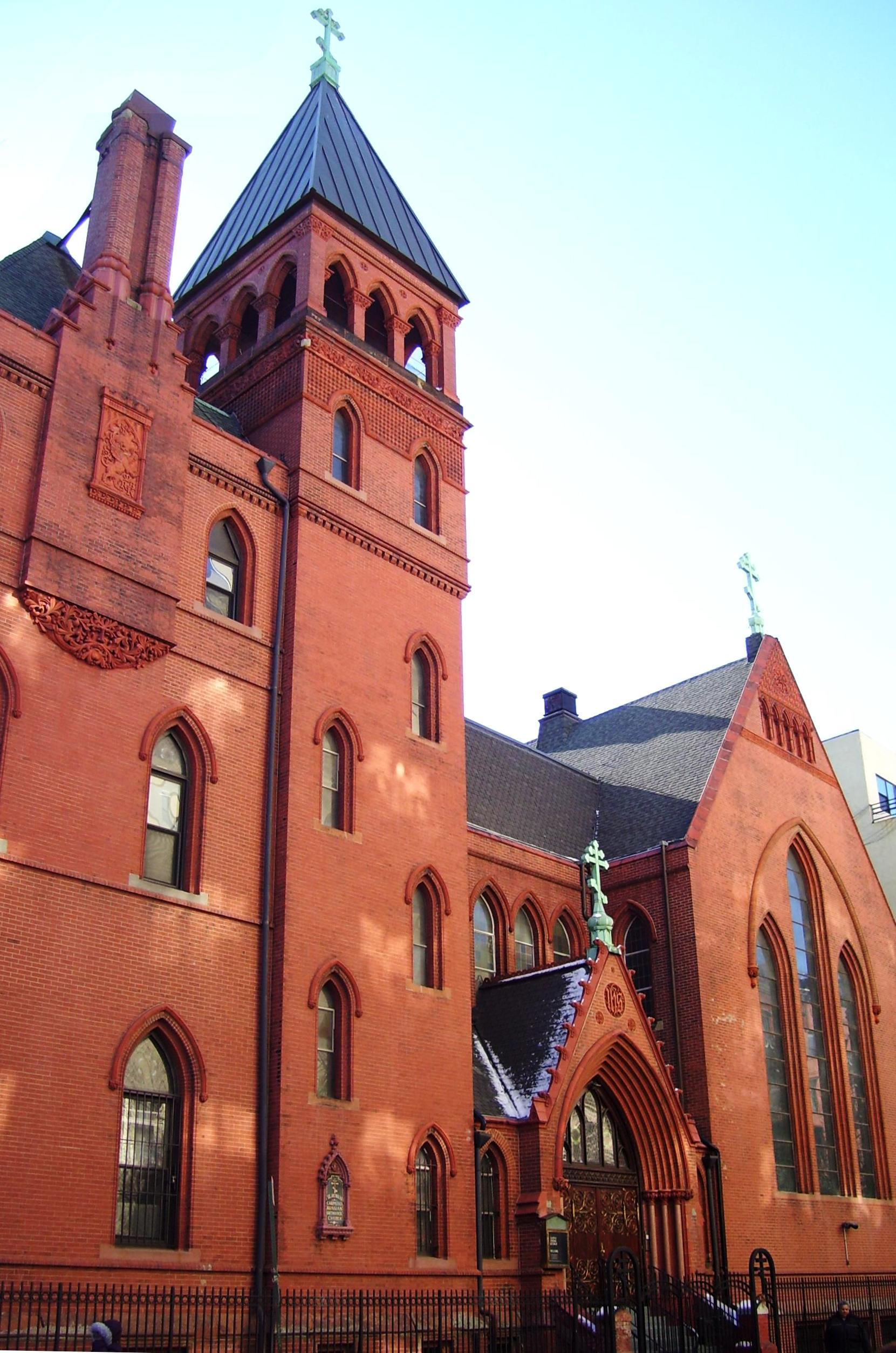

40°43′40″N 73°58′58″W / 40.727877°N 73.982653°W
圣尼古拉教堂（St. Nicholas of Myra Church）是美国纽约的一座东正教教堂，供奉圣尼古拉, 位于纽约市曼哈顿东村街区的东10街288号（A大道转角），汤普金斯广场公园对面。
这座教堂建于1883年，为圣马可教堂的纪念教堂，哥特复兴建筑，其建筑师小詹姆斯·倫威克也设计了恩典堂和圣巴特里爵主教座堂和W. H.罗素。该堂是荷兰总督彼得·史岱文森的后裔卢瑟福·史岱文森为纪念其妻子而奉献的的礼物。
该堂后来成为圣三一斯洛伐克路德会教堂，1925年将其租给圣尼古拉教堂，1937年出售。该堂的教友分布于三个州：纽约州、新泽西州和康涅狄格州。